# Ted Lanfear
Ted Lanfear – były południowoafrykański zespół wyścigowy.
Zespół został założony przez Teda Lanfeara, przewodniczącego Western Province Motor Club, i zadebiutował w 1961 roku w Południowoafrykańskiej Formule 1, kiedy to Lotusa prowadził Bob van Niekerk. Brausch Niemann w barwach zespołu zdobył piąte miejsce w nieoficjalnym Grand Prix RPA w 1964 roku. Zespół brał udział także w dwóch Grand Prix RPA wliczanych do klasyfikacji Mistrzostw Świata Formuły 1: w 1963 i 1965 roku. W 1963 roku Niemann zajął w wyścigu czternaste miejsce.

## Wyniki w Formule 1
| Legenda oznaczeń w tabelach wyników Wyświetl szablon na nowej stronie | Legenda oznaczeń w tabelach wyników Wyświetl szablon na nowej stronie                                                                     |
| Oznaczenie                                                            | Wyjaśnienie |
| --------------------------------------------------------------------- | --- |
| Złoty                                                                 | Zwycięzca lub mistrzostwo |
| Srebrny                                                               | 2. miejsce lub wicemistrzostwo |
| Brązowy                                                               | 3. miejsce lub II wicemistrzostwo |
| Zielony                                                               | Ukończył, punktował (w klasyfikacji generalnej, gdy zdobył co najmniej jeden punkt na przestrzeni sezonu, poza trzema powyższymi opcjami) |
| Niebieski                                                             | Ukończył, nie punktował (w klasyfikacji generalnej, gdy nie zdobył co najmniej jednego punktu na przestrzeni sezonu)                      |
| Czerwony                                                              | Nie zakwalifikował się (NZ) |
| Czerwony                                                              | Nie prekwalifikował się (NPK) |
| Różowy                                                                | Nie ukończył (NU) |
| Różowy                                                                | Niesklasyfikowany (NS) (w klasyfikacji generalnej, gdy nie został sklasyfikowany w żadnym wyścigu sezonu)                                 |
| Czarny                                                                | Zdyskwalifikowany (DK) |
| Czarny                                                                | Wykluczony (WYK/EX) |
| Biały                                                                 | Nie wystartował (NW) |
| Biały                                                                 | Kontuzjowany (K/INJ) |
| Biały                                                                 | Wyścig odwołany (OD/C) |
| Bez koloru                                                            | Został wycofany (WYC/WD) |
| Bez koloru                                                            | Nie przybył (NP/DNA) |
| Bez koloru                                                            | Nie brał udziału w treningach (NT/DNP) |
| Bez koloru                                                            | Nie został zgłoszony (–) |
| Pogrubienie                                                           | Start z pole position |
| Kursywa                                                               | Najszybsze okrążenie wyścigu |
| †                                                                     | Nie ukończył, ale jego rezultat został zaliczony ze względu na przejechanie więcej niż 90% dystansu wyścigu.                              |
| *                                                                     | Sezon w trakcie |
| 1/2/3                                                                 | Punktowana pozycja w sprincie kwalifikacyjnym                                                                                             |
| Lista systemów punktacji Formuły 1                                    | |

| Sezon | Samochód | Silnik  | Opony           | Kierowcy        | 1   | 2   | 3   | 4   | 5   | 6   | 7   | 8   | 9   | 10  |
| ----- | -------- | ------- | --------------- | --------------- | --- | --- | --- | --- | --- | --- | --- | --- | --- | --- |
| 1963  | Lotus 22 | Ford R4 | D               |                 | MCO | BEL | NLD | FRA | GBR | DEU | ITA | USA | MEX | ZAF |
| 1963  | Lotus 22 | Ford R4 | D               | Brausch Niemann |     |     |     |     |     |     |     |     |     | 14  |
| 1965  | Lotus 22 | Ford R4 |                 |                 | ZAF | MCO | BEL | FRA | GBR | NLD | DEU | ITA | USA | MEX |
| 1965  | Lotus 22 | Ford R4 | Brausch Niemann | NZ              |     |     |     |     |     |     |     |     |     |     |